# 熊本県中学校一覧
| 総数                            | 173校・2分校              |
| 国立                            | 1校                       |
| 公立                            | 163校・2分校              |
| 私立                            | 9校                       |
| 教育委員会所在地                | 〒862-8609 （教育庁専用） |
| 熊本市中央区水前寺六丁目18番1号 |                           |
| 公式サイト                      | 熊本県教育委員会          |

熊本県中学校一覧（くまもとけんちゅうがっこういちらん）は、熊本県の中学校の一覧。

## 国立中学校
- 熊本大学教育学部附属中学校

## 公立中学校

### 熊本市

#### 中央区

##### 県立
- 熊本県立ゆうあい中学校

##### 市立
- 熊本市立出水中学校
- 熊本市立出水南中学校
- 熊本市立帯山中学校
- 熊本市立京陵中学校
- 熊本市立江原中学校
- 熊本市立江南中学校
- 熊本市立桜山中学校
- 熊本市立白川中学校
- 熊本市立藤園中学校
- 熊本市立西山中学校
- 熊本市立竜南中学校

#### 東区
- 熊本市立湖東中学校
- 熊本市立桜木中学校
- 熊本市立東部中学校
- 熊本市立長嶺中学校
- 熊本市立錦ヶ丘中学校
- 熊本市立西原中学校
- 熊本市立東野中学校
- 熊本市立東町中学校
- 熊本市立二岡中学校

#### 西区
- 熊本市立井芹中学校
- 熊本市立花陵中学校
- 熊本市立河内中学校
- 熊本市立三和中学校
- 熊本市立城西中学校
- 熊本市立芳野中学校

#### 南区
- 熊本市立飽田中学校
- 熊本市立下益城城南中学校
- 熊本市立城南中学校
- 熊本市立託麻中学校
- 熊本市立天明中学校
- 熊本市立富合中学校
- 熊本市立日吉中学校
- 熊本市立力合中学校

#### 北区
- 熊本市立植木北中学校
- 熊本市立鹿南中学校
- 熊本市立楠中学校
- 熊本市立五霊中学校
- 熊本市立京陵中学校清水が丘分校
- 熊本市立清水中学校
- 熊本市立龍田中学校
- 熊本市立北部中学校
- 熊本市立武蔵中学校

### 八代市

#### 県立
- 熊本県立八代中学校

#### 市立
- 八代市立第一中学校
- 八代市立第二中学校
- 八代市立第三中学校
- 八代市立第四中学校
- 八代市立第五中学校
- 八代市立第六中学校
- 八代市立第七中学校
- 八代市立第八中学校
- 八代市立日奈久中学校
- 八代市立二見中学校
- 八代市立千丁中学校
- 八代市立鏡中学校
- 八代市立坂本中学校
- 八代市立東陽中学校
- 八代市立泉小中学校

### 人吉市
- 人吉市立第一中学校
- 人吉市立第二中学校
- 人吉市立第三中学校

### 荒尾市
- 荒尾市立荒尾海陽中学校
- 荒尾市立荒尾第三中学校
- 荒尾市立荒尾第四中学校

### 水俣市
- 水俣市立水俣第一中学校
  - 水俣市立水俣第一中学校浜分校
- 水俣市立水俣第二中学校
- 水俣市立袋中学校
- 水俣市立緑東中学校

### 玉名市

#### 県立
- 熊本県立玉名高等学校附属中学校

#### 市立
- 玉名市立玉名中学校
- 玉名市立玉陵中学校
- 玉名市立玉南中学校
- 玉名市立有明中学校
- 玉名市立岱明中学校
- 玉名市立天水中学校

### 山鹿市
- 山鹿市立山鹿中学校
- 山鹿市立鶴城中学校
- 山鹿市立鹿北中学校
- 山鹿市立菊鹿中学校
- 山鹿市立鹿本中学校
- 山鹿市立米野岳中学校

### 菊池市
- 菊池市立菊池北中学校
- 菊池市立菊池南中学校
- 菊池市立七城中学校
- 菊池市立旭志中学校
- 菊池市立泗水中学校

### 宇土市

#### 県立
- 熊本県立宇土中学校

#### 市立
- 宇土市立網田中学校
- 宇土市立鶴城中学校
- 宇土市立住吉中学校

### 上天草市
- 上天草市立大矢野中学校
- 上天草市立湯島中学校
- 上天草市立松島中学校
- 上天草市立姫戸中学校
- 上天草市立龍ヶ岳中学校

### 宇城市
- 宇城市立三角中学校
- 宇城市立不知火中学校
- 宇城市立松橋中学校
- 宇城市立小川中学校
- 宇城市立豊野小中学校

### 阿蘇市
- 阿蘇市立阿蘇中学校
- 阿蘇市立一の宮中学校
- 阿蘇市立波野中学校

### 天草市
- 天草市立本渡中学校
- 天草市立本渡東中学校
- 天草市立稜南中学校
- 天草市立牛深中学校
- 天草市立牛深東中学校
- 天草市立有明中学校
- 天草市立御所浦中学校
- 天草市立倉岳中学校
- 天草市立栖本中学校
- 天草市立新和中学校
- 天草市立五和中学校
- 天草市立天草中学校
- 天草市立河浦中学校

### 合志市
- 合志市立合志中学校
- 合志市立西合志中学校
- 合志市立西合志南中学校
- 合志市立合志楓の森中学校

### 下益城郡
- 美里町立中央中学校
- 美里町立砥用中学校

### 玉名郡
- 玉東町立玉東中学校
- 南関町立南関中学校
- 長洲町立長洲中学校
- 和水町立菊水中学校
- 和水町立三加和小中学校

### 菊池郡
- 大津町立大津中学校
- 大津町立大津北中学校
- 菊陽町立菊陽中学校
- 菊陽町立武蔵ヶ丘中学校

### 阿蘇郡
- 南小国町立南小国中学校
- 小国町立小国中学校
- 産山村立産山学園
- 高森町立高森東学園義務教育学校
- 高森町立高森中学校
- 西原村立西原中学校
- 南阿蘇村立南阿蘇中学校

### 上益城郡
- 御船町立御船中学校
- 嘉島町立嘉島中学校
- 益城町立木山中学校
- 益城町立益城中学校
- 甲佐町立甲佐中学校
- 山都町立蘇陽中学校
- 山都町立矢部中学校
- 山都町立清和中学校

### 八代郡

#### 組合立
- 氷川町及び八代市中学校組合立氷川中学校

#### 町立
- 氷川町立竜北中学校

### 葦北郡
- 芦北町立田浦中学校
- 芦北町立佐敷中学校
- 芦北町立湯浦中学校
- 津奈木町立津奈木中学校

### 球磨郡
- 錦町立錦中学校
- 多良木町立多良木中学校
- 湯前町立湯前中学校
- 水上村立水上学園
- 相良村立相良中学校
- 五木村立五木中学校
- 山江村立山江中学校
- 球磨村立球磨清流学園
- あさぎり町立あさぎり中学校

### 天草郡
- 苓北町立苓北中学校

## 私立中学校

### 熊本市

#### 中央区
- 九州学院中学校
- 熊本学園大学付属中学校
- 熊本信愛女学院中学校
- 尚絅中学校
- 真和中学校
- ルーテル学院中学校

#### 東区
- 熊本マリスト学園中学校

#### 西区
- 文徳中学校